# The Hawthorns
Pour les articles homonymes, voir Hawthorn.
The Hawthorns est un stade de football localisé à West Bromwich, dans la banlieue de Birmingham. C'est l'enceinte du club de West Bromwich Albion Football Club.

## Histoire

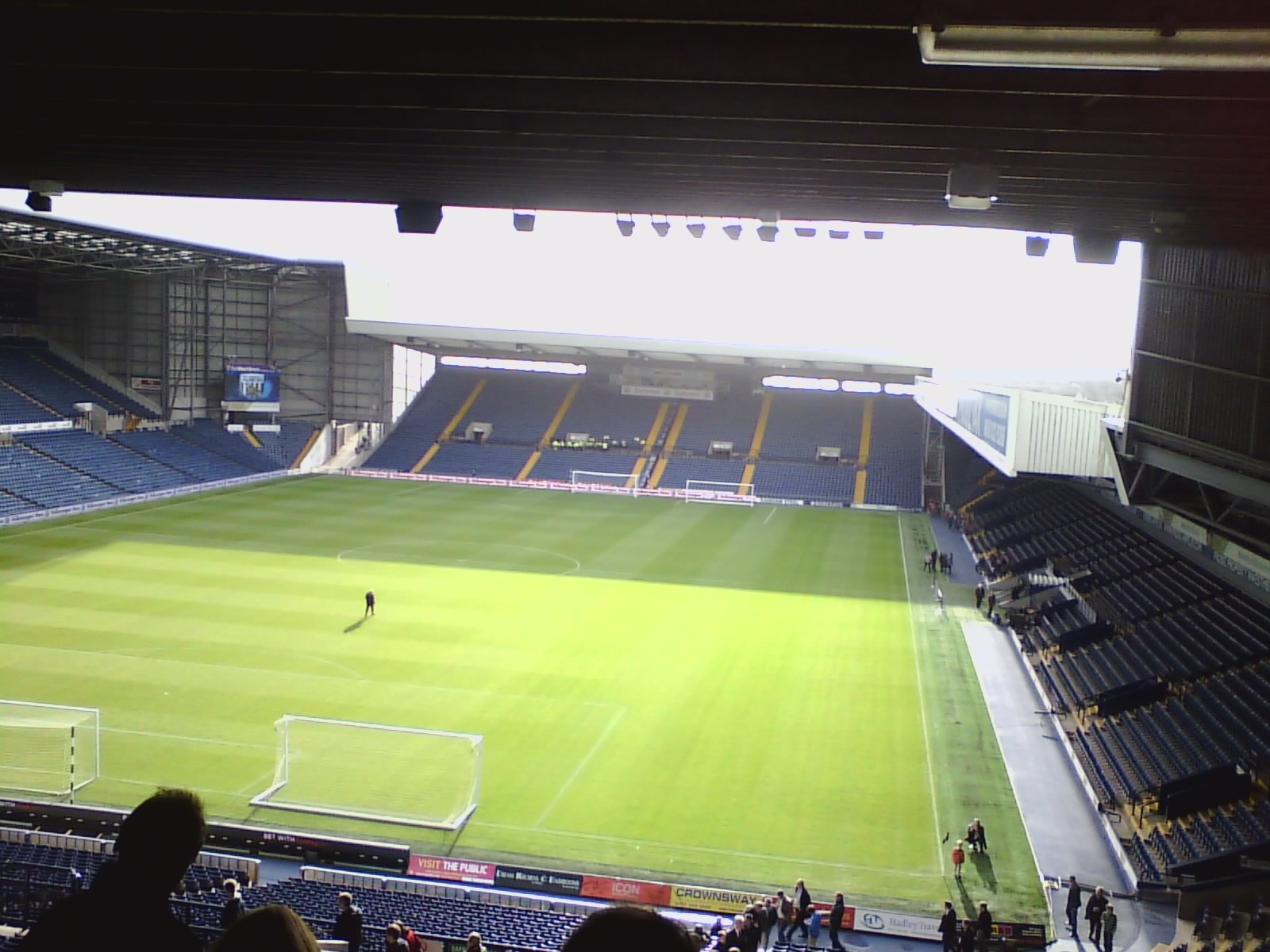

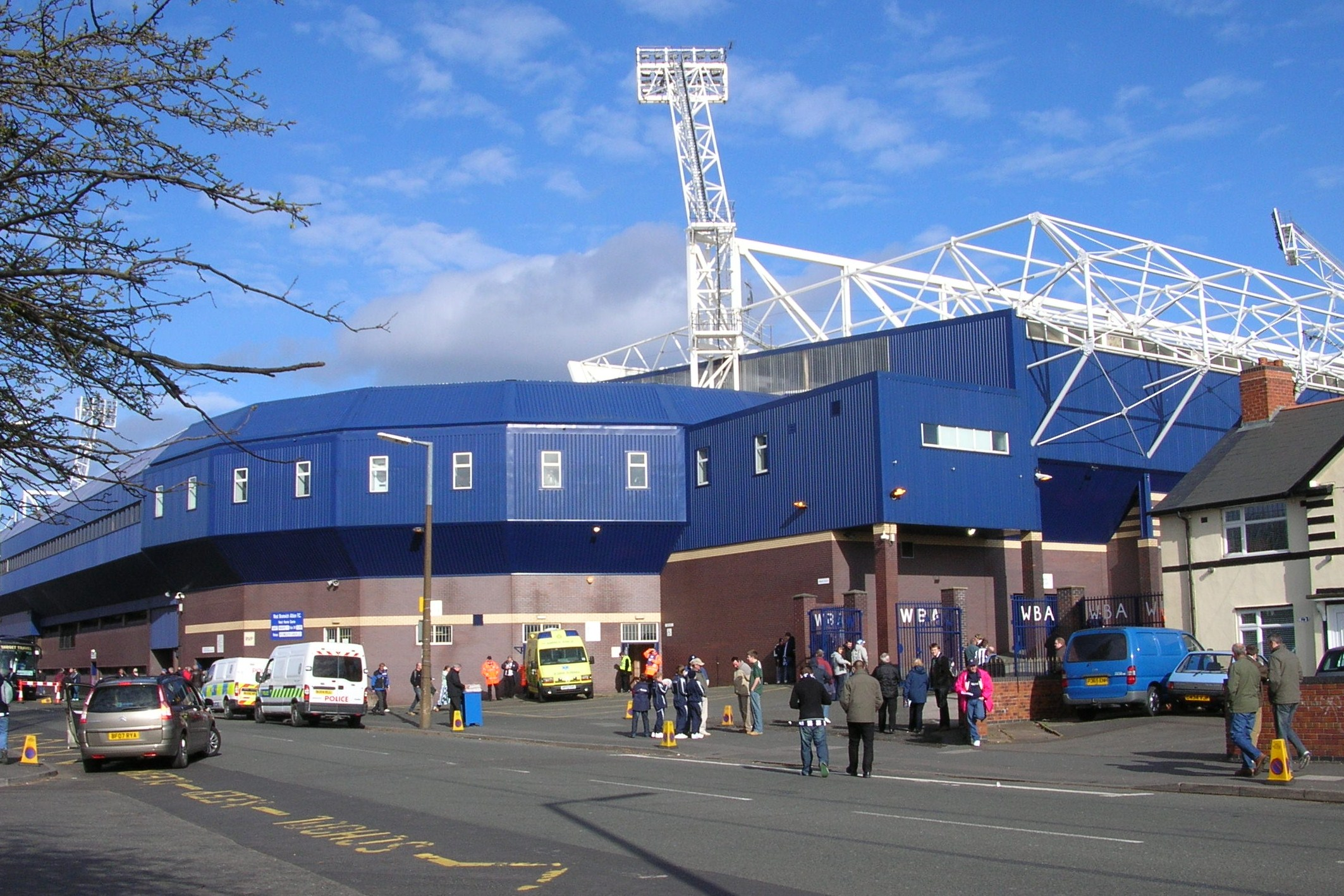

Ce stade de 27 876 places fut inauguré le 3 septembre 1900 par un match de championnat entre West Bromwich Albion et Derby County.
Le record d'affluence est de 64 815 spectateurs le 6 mars 1937 pour un match de la Coupe d'Angleterre de football 1936-1937 opposant West Bromwich Albion à Arsenal.
Le terrain fut équipé d'un système d'éclairage pour les matchs en nocturne en septembre 1957.